# 厳柱明
厳 柱明（オム・ジュミョン、嚴柱明、엄주명）は日本統治時代の朝鮮及び大韓民国の軍人、教育者。本貫は寧越嚴氏。創氏改名による日本名は徳産義豊。

## 経歴
1896年8月、漢城府に生まれる。父は、朝鮮総督府中枢院参議を務め、純献皇貴妃の弟である厳俊源。
李垠と従兄弟であった縁から、1907年に日本に留学し、1908年1月から鳥居坂の李垠邸で小学校と中学校第1学年課程を修学。
1911年1月、学習院中等学科1学年に入学。
1911年から1916年まで陸軍中央幼年学校に在学。
1916年5月から11月まで士官候補生として近衛歩兵第2連隊に勤務。
1916年12月に陸軍士官学校第30期に入学し、1918年5月に卒業。
見習士官を経て歩兵少尉に任官して引き続き近衛第2連隊に勤務し、1923年8月まで現役将校として勤務した。
1924年11月、父が校長であった進明女子高等普通学校で幹事職を務め、1929年5月には理事であった。
1937年7月、日中戦争が勃発すると、朝鮮軍第20師団歩兵第78連隊に召集され、予備役歩兵中尉として中国華北地域で兵站や宣撫工作などを行った。
1938年2月、父が死亡すると、進明女子高等普通学校理事長兼校長に就任した。
1939年5月、国民精神総動員朝鮮連盟（国民総力朝鮮連盟の前身）で参事として活動し、同年11月には朝鮮総督府が戦時体制の強化と儒道皇民化のために全朝鮮の儒林を動員して組織した朝鮮儒道連合会の参事を引き受けた。
1941年8月、勲六等単光旭日章を受章。
1941年8月、朝鮮臨戦報国団の前身である臨戦対策協議会の会議に参席し、9月に朝鮮臨戦報国団発起人として参与した。
1944年8月から12月まで、東和産業株式会社監査役を務めた。
1948年、韓国軍に入隊（軍番15704番）して朝鮮戦争勃発中には陸軍大領に昇進し、陸軍京畿道地区戒厳民事部長、京畿道地区兵事区司令官などを歴任。1956年6月、陸軍准将と同時に予備役編入。
1956年8月18日に在郷軍人会副会長、1957年大韓尚武会副会長など。1959年4月24日、大韓商業銀行株主総会にて取締役常務に選任された。また、同時期には進明鹽田社長も歴任。
1961年、日本で病気により入院中の李垠を慰問するため、金乙漢と渡日して、彼の帰国を推進した。
1962年 4月28日、連合証券金融株式会社株主総会にて専務に選出された。
晩年は寝たきりとなり、1976年2月6日、自宅で老衰により死亡。
2008年4月28日に民族問題研究所と親日人名辞典編纂委員会が発表した親日人名辞典収録対象者軍部門に記載。
2009年、親日反民族行為真相糾明委員会は報告書で「1918年日本軍歩兵少尉に任官して1920年代後半まで服務し、1937年中日戦争当時、予備役中尉として中国華北地域で日本の戦時兵站と現地宣撫工作を通じて日帝の侵略戦争に積極的に協力した」「中日戦争当時の業績から1941年に日本政府から勲六等単光旭日章を受けた」ことから日帝強占下反民族行為真相糾明に関する特別法第2条第10号「日本帝国主義軍隊の少尉以上の将校として侵略戦争に積極的に協力した行為」及び第19号「日本帝国主義の植民統治と侵略戦争に協力して褒賞または勲功を受けた者として日本帝国主義に著しく協力した行為」に該当するとして親日反民族行為に決定した。